# Canthon
Canthon är ett släkte av skalbaggar. Canthon ingår i familjen bladhorningar.

## Dottertaxa tillCanthon, i alfabetisk ordning[1]
- Canthon aberrans
- Canthon acutiformis
- Canthon acutoides
- Canthon acutus
- Canthon aequinoctialis
- Canthon angularis
- Canthon angustatus
- Canthon antoniomartinezi
- Canthon ateuchipes
- Canthon auricollis
- Canthon balteatus
- Canthon bicolor
- Canthon bimaculatus
- Canthon bisignatus
- Canthon bispinus
- Canthon brunneus
- Canthon brunnipennis
- Canthon caelius
- Canthon callosus
- Canthon candens
- Canthon carbonarius
- Canthon chalcites
- Canthon championi
- Canthon chiriguano
- Canthon cinctellus
- Canthon circulatus
- Canthon coahuilensis
- Canthon cobosi
- Canthon coeruleicollis
- Canthon coerulescens
- Canthon coloratus
- Canthon columbianus
- Canthon corporaali
- Canthon corruscans
- Canthon curvipes
- Canthon curvodilatatus
- Canthon cyanellus
- Canthon daguerrei
- Canthon delgadoi
- Canthon delicatulus
- Canthon deloyai
- Canthon delpontei
- Canthon denticulatus
- Canthon dentiger
- Canthon deplanatus
- Canthon depressipennis
- Canthon deyrollei
- Canthon dives
- Canthon divinator
- Canthon ebenus
- Canthon edentulus
- Canthon edmondsi
- Canthon eduntulus
- Canthon enkerlini
- Canthon euryscelis
- Canthon fallax
- Canthon femoralis
- Canthon forcipatus
- Canthon formosus
- Canthon forreri
- Canthon fulgidus
- Canthon fuscipes
- Canthon gemellatus
- Canthon hartmanni
- Canthon helleri
- Canthon heyrovskyi
- Canthon honsi
- Canthon humboldti
- Canthon humectus
- Canthon ibarragrassoi
- Canthon imitator
- Canthon indigaceus
- Canthon integricollis
- Canthon inusitatus
- Canthon janthinus
- Canthon juvencus
- Canthon lafargei
- Canthon laminatus
- Canthon lamprimus
- Canthon lamproderes
- Canthon latipes
- Canthon lecontei
- Canthon leechi
- Canthon lituratus
- Canthon lividus
- Canthon luctuosus
- Canthon lunatus
- Canthon luteicollis
- Canthon maldonadoi
- Canthon manantlanensis
- Canthon marmoratus
- Canthon matthewsi
- Canthon melancholicus
- Canthon melanus
- Canthon meridionalis
- Canthon mixtus
- Canthon modestus
- Canthon monilifer
- Canthon montanus
- Canthon moroni
- Canthon morsei
- Canthon mutabilis
- Canthon muticus
- Canthon nigripennis
- Canthon nyctelius
- Canthon obliquus
- Canthon obscuriellus
- Canthon octodentatus
- Canthon oliverioi
- Canthon orfilai
- Canthon ornatus
- Canthon pacificus
- Canthon pallidus
- Canthon perseverans
- Canthon pilularius
- Canthon piluliformis
- Canthon plagiatus
- Canthon planus
- Canthon podagricus
- Canthon politus
- Canthon praticola
- Canthon principalis
- Canthon probus
- Canthon punctatus
- Canthon puncticollis
- Canthon quadratus
- Canthon quadriguttatus
- Canthon quadripunctatus
- Canthon quinquemaculatus
- Canthon reichei
- Canthon reyesi
- Canthon rubrescens
- Canthon rutilans
- Canthon rzedowskii
- Canthon semiopacus
- Canthon septemmaculatus
- Canthon sericatus
- Canthon signifer
- Canthon silvaticus
- Canthon simplex
- Canthon simulans
- Canthon smaragdulus
- Canthon sordidus
- Canthon staigi
- Canthon steinheili
- Canthon subcyaneaus
- Canthon subhyalinus
- Canthon substriatus
- Canthon sulcatus
- Canthon tetraodon
- Canthon triangularis
- Canthon unicolor
- Canthon variabilis
- Canthon vazquezae
- Canthon velutinus
- Canthon viduus
- Canthon vigilans
- Canthon violaceus
- Canthon virens
- Canthon viridis
- Canthon vulcanoae
- Canthon zuninoi